# Bergdvärguv
Bergdvärguv (Otus spilocephalus) är en asiatisk fågel i familjen ugglor inom ordningen ugglefåglar.

## Utseende och läte
Bergdvärguven är en rätt liten (18-20 cm) dvärguv med mycket varierande utseende och där flera av underarterna förekommer i olika färgvarianter. Generellt har den ovanligt korta örontofsar. Fågeln är mycket ljudlig och låter höra en klar, genomträngande och tvåtonig vissling som i engelsk litteratur återges "plew-plew".

## Utbredning och systematik
Bergdvärguv delas in i åtta underarter med följande utbredning:
- Otus spilocephalus huttoni – förekommer i västra Himalaya (norra Pakistan till centrala Nepal)
- Otus spilocephalus spilocephalus – förekommer i Himalaya (centrala Nepal Arunachal Pradesh och Myanmar)
- Otus spilocephalus latouchi – förekommer från norra Thailand och Laos till sydöstra Kina och Hainan
- Otus spilocephalus hambroecki – förekommer i Taiwan
- Otus spilocephalus siamensis – förekommer i bergsområden från södra Thailand till södra Vietnam
- Otus spilocephalus vulpes – förekommer i bergsområden på Malackahalvön
- Otus spilocephalus vandewateri – förekommer i bergsområden på Sumatra
- Otus spilocephalus luciae – förekommer i bergsområden på Borneo

Arten står troligen närmast andamandvärguv och floresdvärguv. Tidigare har den av vissa ansetts inkludera javadvärguv och luzondvärguv, men dessa har distinkta läten vilket antyder att de är skilda arter. Underarten vanderwateri har ibland betraktats utgöra en egen art eller som en underart till javadvärguven, men både utseende och läte visar att den snarare står närmare bergdvärguven.

## Levnadssätt
Bergdvärguven påträffas i tät, städsegrön bergsskog upp till 2750 meters höjd, framför alls med inslag av kastanj, ek och rhododendron, men ibland även tall. Den lever mestadels av fjärilar, skalbaggar, bönsyrsor, cikador och andra insekter, men tar även små gnagare och fåglar, möjligen också ödlor. Endast häckningsbiologin för fåglar i Indien och Pakistan (nominatformen och huttoni) är känd, där den lägger ägg från mars till juni. Arten är stannfågel, men rör sig till lägre liggande dalar i Himalaya vintertid.

## Status och hot
Arten har ett stort utbredningsområde och en stor population med stabil utveckling och tros inte vara utsatt för något substantiellt hot. Utifrån dessa kriterier kategoriserar internationella naturvårdsunionen IUCN arten som livskraftig (LC). Världspopulationen har inte uppskattats men den beskrivs som vanlig i vissa områden.